# Máquina de bebidas
Uma máquina de bebidas é uma máquina onde se compra bebidas, como água, chá gelado e refrigerantes. É encontrada, muitas vezes, em locais públicos, como metrô, Terminal Rodoviário, Shopping Centers etc.

## Como usar uma máquina de bebidas
Primeiramente, verifique o preço da bebida. Em seguida, insira o dinheiro – moeda ou cédula – e digite seu código. Em algumas máquinas, haverá um botão ao invés de um código. Depois, basta esperar para que a bebida seja liberada.